# Tratamiento (medicina)

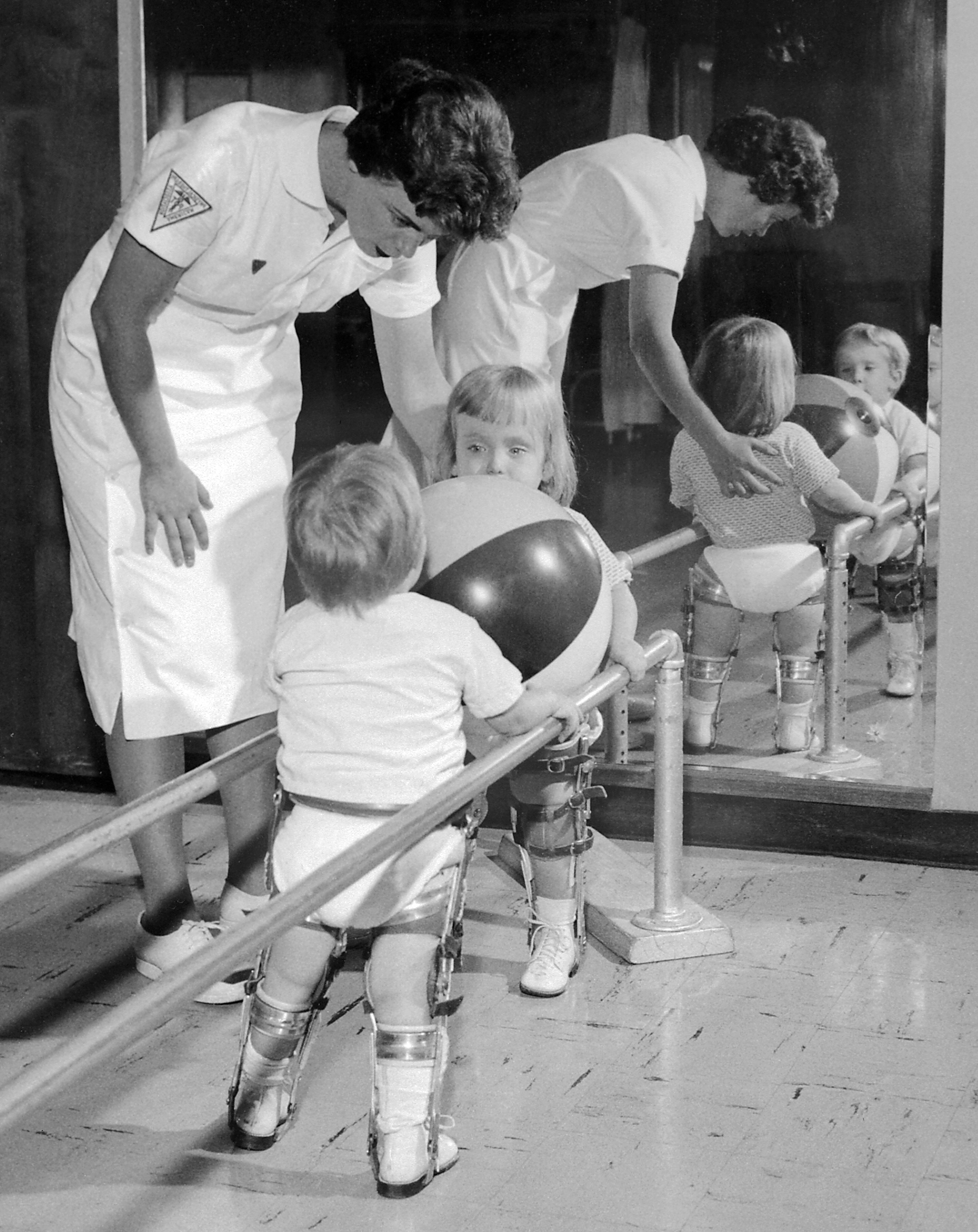
Niños siendo tratados con terapia física para el tratamiento de la poliomielitis.

En medicina, tratamiento o terapia (del latín therapīa, y este a su vez del griego clásico θεραπεία, therapeia, ‘cuidado’, ‘tratamiento médico’, derivado de θεραπεύω) es el conjunto de medios (higiénicos, farmacológicos, quirúrgicos u otros) cuya finalidad es la curación (sanar) o el alivio (paliación) de las enfermedades o síntomas. Es un tipo de juicio clínico. Son sinónimos: terapia, terapéutico, cura, método curativo.
No se debe confundir con terapéutica, que es la rama de las ciencias de la salud que se ocupa de los medios empleados y su forma de aplicarlos en el tratamiento de las enfermedades, con el fin de aliviar los síntomas o de producir la curación.

## Campo semántico
Las palabras atención, terapia, tratamiento e intervención se superponen en un campo semántico y, por tanto, pueden ser sinónimos según el contexto. Avanzando a través de ese orden, el nivel connotativo de holismo disminuye y el nivel de especificidad (para casos concretos) aumenta. Así, en contextos de atención de salud (donde sus sentidos siempre no cuentan), la palabra atención tiende a implicar una idea amplia de todo lo que se hace para proteger o mejorar la salud de alguien (por ejemplo, como en los términos atención preventiva y atención primaria, que connotan atención continua), aunque a veces implica una idea más estrecha (por ejemplo, en los casos más simples de cuidado de heridas o cuidados postanestésicos, unos pocos pasos particulares son suficientes y la interacción del paciente con ese proveedor pronto termina). Por el contrario, la palabra intervención tiende a ser específica y concreta, por lo que a menudo es contable; por ejemplo, un caso de cateterismo cardíaco es una intervención realizada, y la atención coronaria (no contabilizada) puede requerir una serie de intervenciones (contables). En el extremo, la acumulación de tales intervenciones contables equivale a intervencionismo, un modelo defectuoso de atención que carece de circunspección holística y que se limita a tratar problemas discretos (en incrementos facturables) en lugar de mantener la salud. Terapia y tratamiento, en medio del campo semántico, pueden connotar ya sea el holismo de la atención o la discreción de la intervención, donde el contexto transmite la intención en cada uso. En consecuencia, se pueden utilizar tanto en el sentido de contar como de no contar (por ejemplo, la terapia para la enfermedad renal crónica puede implicar varios tratamientos de diálisis por semana).
Las palabras aceología e iamatología son sinónimos oscuros y obsoletos que se refieren al estudio de las terapias.
La palabra en español terapia proviene del latín therapīa del griego : θεραπεία y literalmente significa "curar".

## Líneas de terapia

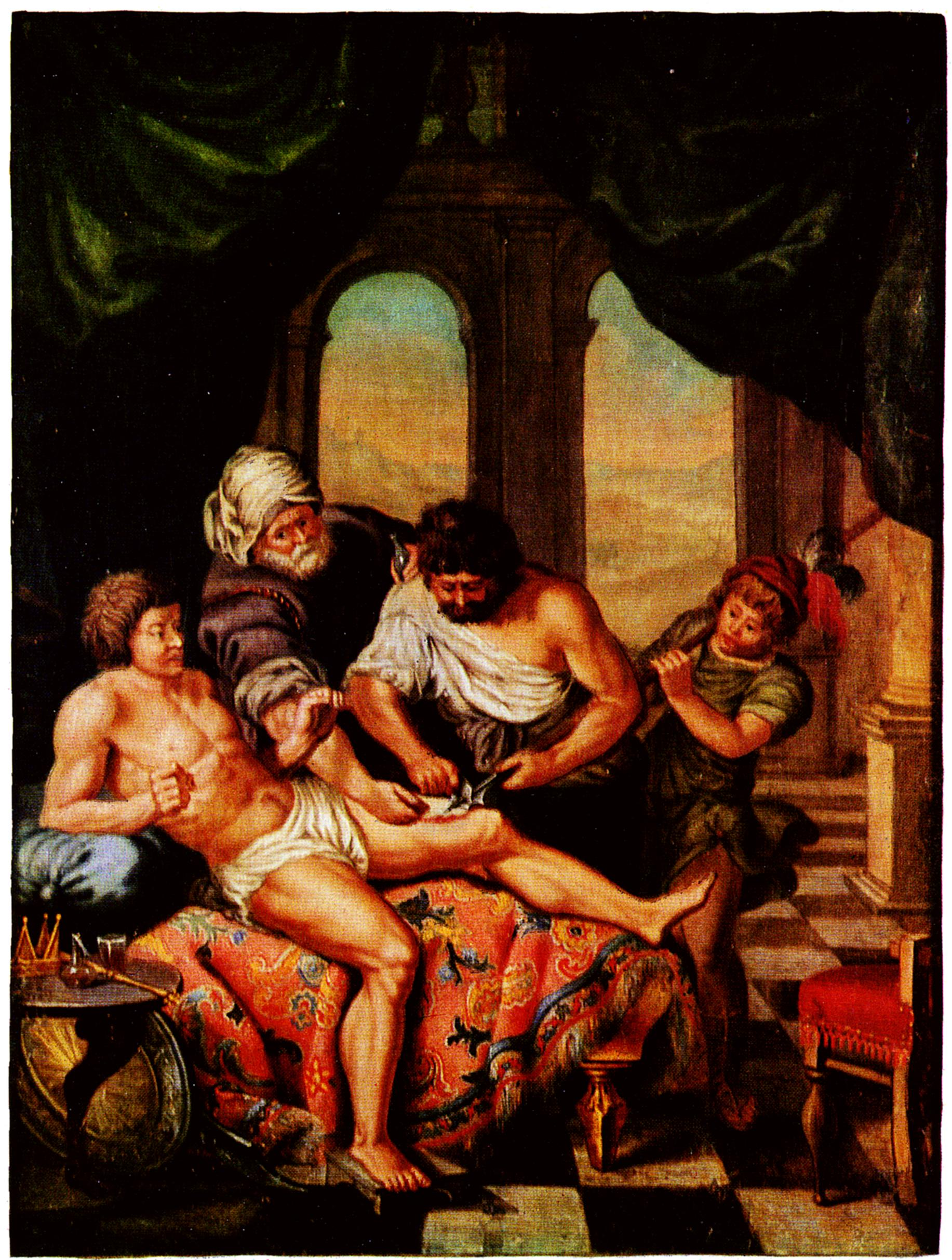
Tratamiento de una herida causada por una lanza, en un cuadro de la segunda mitad del (Museo Semmelweis de Historia de la Medicina de Budapest).

Las decisiones terapéuticas suelen seguir directrices formales o informales algorítmicas. Las opciones de tratamiento suelen clasificarse o priorizarse en líneas de tratamiento: tratamiento de primera línea, tratamiento de segunda línea, tratamiento de tercera línea, etc. Terapia de primera línea (a veces denominada terapia de inducción, terapia primaria o terapia de primera línea) es la primera terapia que se probará. Su prioridad sobre otras opciones suele ser: (1) recomendada formalmente sobre la base de ensayos clínicos que demuestran la mejor combinación disponible de eficacia, seguridad y tolerabilidad o (2) elegida en función de la experiencia clínica del médico. Si una terapia de primera línea no resuelve el problema o produce efectos secundarios intolerables, se pueden sustituir o añadir terapias adicionales (de segunda línea) al régimen de tratamiento, seguidas de terapias de tercera línea, y así sucesivamente.
Un ejemplo de contexto en el que la formalización de algoritmos de tratamiento y la jerarquización de líneas terapéuticas es muy amplia es el de los regímenes de quimioterapia. Debido a la gran dificultad para tratar con éxito algunas formas de cáncer, se puede intentar una línea tras otra. En oncología el recuento de líneas de terapia puede llegar a 10 o incluso 20.
A menudo pueden probarse varias terapias simultáneamente (terapia combinada o politerapia). Así, la quimioterapia combinada también se denomina poliquimioterapia, mientras que la quimioterapia con un agente cada vez se denomina terapia con un solo agente o monoterapia.
La terapia adyuvante es una terapia que se administra además del tratamiento primario, principal o inicial, pero de forma simultánea (a diferencia de la terapia de segunda línea). La terapia neoadyuvante es la terapia que se inicia antes de la terapia principal. Así, se puede considerar que la extirpación quirúrgica de un tumor es la terapia de primera línea para un determinado tipo y estadio de cáncer aunque antes se utilice radioterapia; la radioterapia es neoadyuvante (cronológicamente primera pero no primaria en el sentido de principal). La premedicación no dista mucho conceptualmente de esto, pero las palabras no son intercambiables; los fármacos citotóxicos para poner un tumor "contra las cuerdas" antes de que la cirugía dé el "golpe de gracia" se llaman quimioterapia neoadyuvante, no premedicación, mientras que cosas como los anestésicos o los antibióticos profilácticos antes de la cirugía dental se llaman premedicación.
La terapia escalonada es un tipo específico de priorización por líneas de tratamiento. Es controvertida en la atención sanitaria en Estados Unidos (American health care)  porque, a diferencia de la toma de decisiones convencional sobre lo que constituye la terapia de primera, segunda y tercera línea, que en Estados Unidos refleja primero la seguridad y la eficacia y el coste sólo según los deseos del paciente, la terapia escalonada intenta mezclar en el algoritmo la contención de costes por parte de alguien que no es el paciente (terceros pagadores). Se trata de la libertad terapéutica y la negociación entre derechos individuales y de grupo.

## Ejemplos de tratamientos
- Cirugía o tratamiento quirúrgico
- Dietoterapia

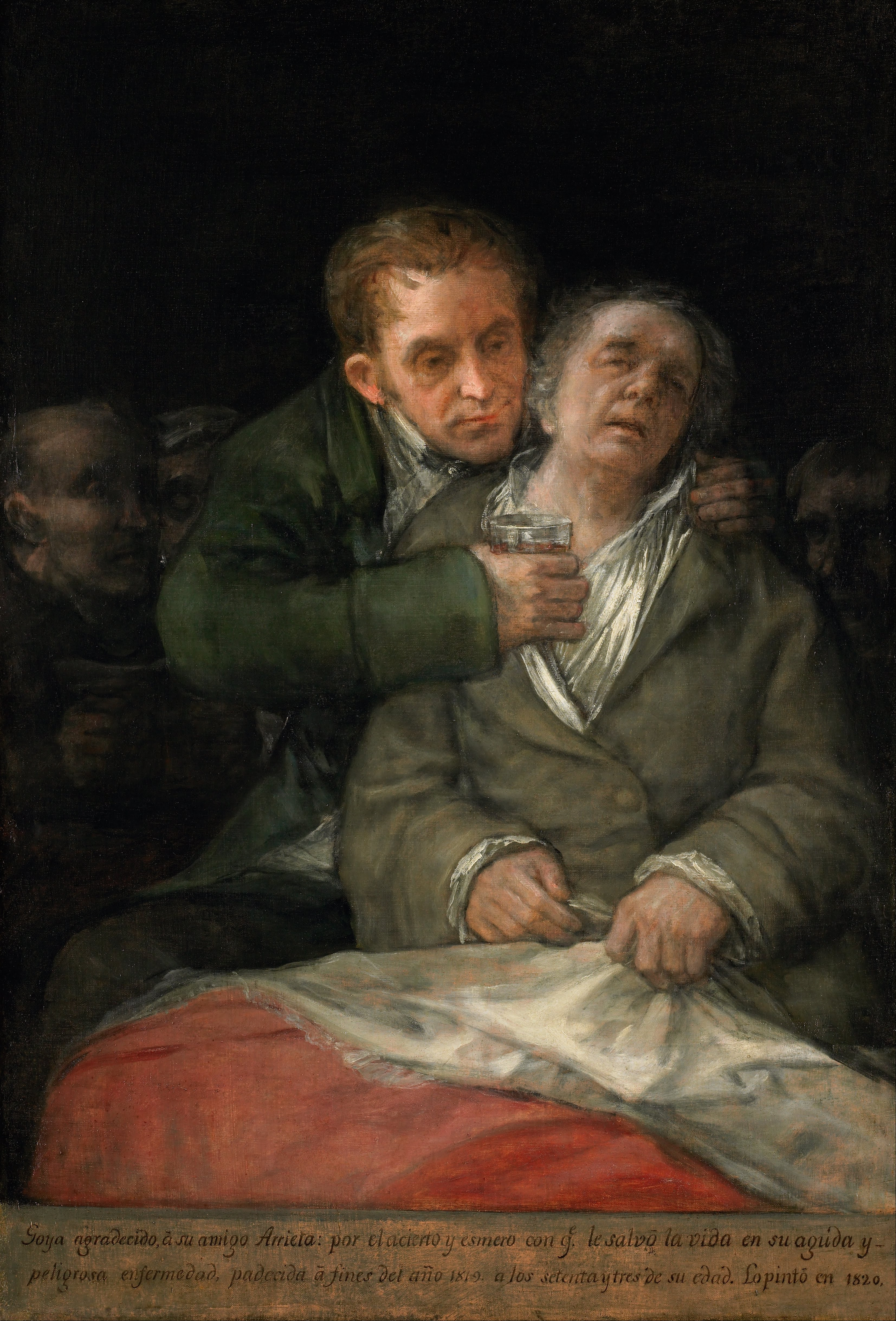
"Goya atendido por Arrieta" (1820), óleo de Francisco de Goya. Se especula que la grave enfermedad que padecía Goya, tratada por el Dr. Arrieta, era el tifus.

- Farmacoterapia o tratamiento con medicamentos
- Fisioterapia
- Hidroterapia
- Logopedia
- Ortopedia
- Prótesis: dentales, lentes, etc
- Psicoterapia
- Quimioterapia
- Radioterapia
- Rehabilitación o tratamiento rehabilitador.
- Reposo domiciliario
- Sueroterapia
- Terapia de quelación
- Terapia ocupacional

## Formas de aplicar tratamientos

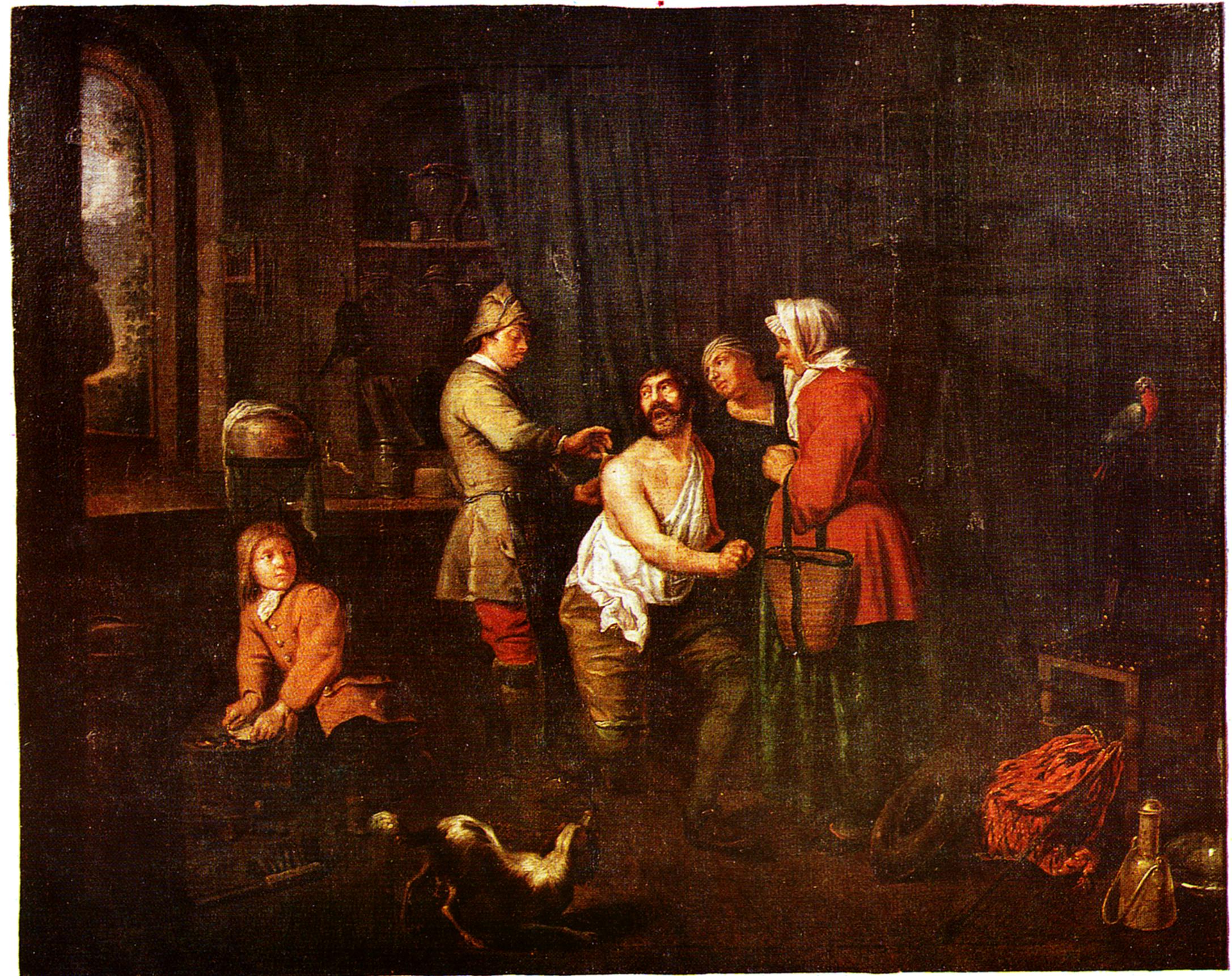
La consulta del cirujano en un cuadro de Balthasar van den Bossche. Representa la dolorosa retirada de un vendaje.

- Terapia individual es la aplicada a un solo paciente.
- Terapia grupal es aplicado a varios pacientes a la vez.
- Tratamiento alternativo es el prescrito por una persona, generalmente sin formación médica homologada, y sin demostración científica de su eficacia.
- Tratamiento conservador es el que evita procedimientos cruentos, como los quirúrgicos o instrumentales, y utiliza medidas poco agresivas, tendentes a mantener o mejorar la situación general del enfermo y a controlar en lo posible el curso de la enfermedad.
- Tratamiento curativo es el que tras ser aplicado se consigue una reversión total de la enfermedad.
- Tratamiento específico es el dirigido contra una enfermedad concreta.
- Tratamiento etiológico es el que actúa directamente sobre la causa que origina una enfermedad.
- Tratamiento paliativo es el que intenta aliviar u ofrecer el máximo bienestar al paciente porque no se puede alcanzar un tratamiento curativo.
- Tratamiento radical es el que intenta erradicar la enfermedad utilizando todas las medidas disponibles en Medicina.
- Tratamiento sintomático es el que calma o alivia los síntomas en aquellas enfermedades que se desconocen o que no tienen un tratamiento eficaz.
- Tratamiento no farmacológico es la intervención no química, teóricamente sustentada, focalizada y replicable, realizada sobre el paciente o el cuidador y potencialmente capaz de obtener un beneficio relevante.

## Problemas del tratamiento

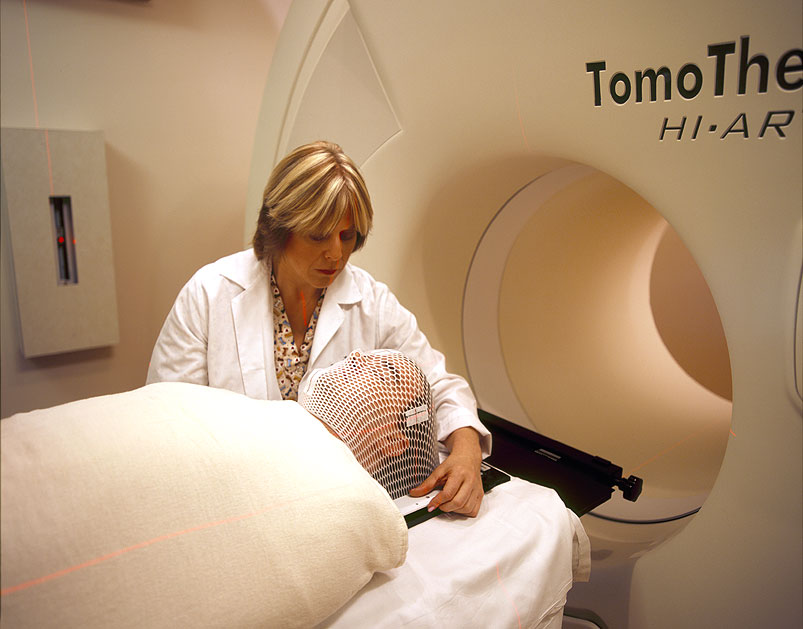
Paciente (acostado boca arriba) siendo preparado para radioterapia (tomoterapia)

- Cascada terapéutica : se refiere a «un proceso que, una vez iniciado, procede paso a paso hasta su conclusión total, aparentemente inevitable». [8] La principal causa de una cascada de lesiones en medicina es el diagnóstico erróneo y el error médico. Éstos dan lugar a lesión iatrogénica y del error médico fluye una cascada de efectos y resultados que a menudo incluyen dolor, incapacidad, pérdida del trabajo, pobreza y falta de vivienda que obviamente causan problemas de salud mental y pueden causar la muerte. En medicina, un efecto cascada también puede referirse a una cadena de acontecimientos iniciada por una prueba innecesaria, un resultado inesperado o la ansiedad del paciente o del médico, que da lugar a pruebas o tratamientos desacertados que pueden causar daños a los pacientes a medida que se persiguen los resultados.  Un ejemplo sería solicitar un TAC corporal completo sin una razón clara, encontrar un incidentaloma y someterse a una cirugía debilitante para extirparlo, a pesar de que la afección era asintomática y posiblemente benigna.[9][10]
- Contraindicación : es una condición (una situación o factor) que sirve de motivo para no tomar un determinado tratamiento médico debido al daño que causaría al paciente.[11][12] Contraindicación es lo contrario de indicación, que es una razón para utilizar un determinado tratamiento.
- Cura (mitología)
- Efecto adverso :  es un efecto nocivo no deseado resultante de un medicamento u otra intervención, como la cirugía.[13] Un efecto adverso puede denominarse «efecto secundario», cuando se considera secundario a un efecto principal o efecto terapéutico. El término complicación es similar al de efecto adverso, pero este último se utiliza normalmente en contextos farmacológicos, o cuando el efecto negativo es esperado o común. Si el efecto negativo es consecuencia de una dosificación o procedimiento inadecuados o incorrectos, se habla de error médico y no de efecto adverso. Los efectos adversos se denominan a veces «iatrogénicos» porque son generados por un médico/tratamiento. Algunos efectos adversos sólo se producen al iniciar, aumentar o interrumpir un tratamiento.
- Efecto secundario
- Iatrogenia : es la causa de una enfermedad, una complicación perjudicial u otro efecto nocivo por cualquier actividad médica, incluidos el diagnóstico, la intervención, el error o la negligencia.[14][15][16] Utilizado por primera vez en este sentido en 1924,[14] el término fue introducido en la sociología en 1976 por Ivan Illich, alegando que las sociedades industrializadas deterioran la calidad de vida sobre medicar. [17] Así pues, la iatrogenia puede incluir el sufrimiento mental a través de creencias médicas o declaraciones de un profesional.[17][18][19] Algunos sucesos iatrogénicos son evidentes, como la amputación del miembro equivocado, mientras que otros, como la interacción de fármacos, pueden eludir el reconocimiento. Según una estimación de 2013, se habían producido unos 20 millones de efectos negativos derivados del tratamiento en todo el mundo.[20]  Se calcula que en 2013 murieron 142.000 personas por efectos adversos de tratamientos médicos, frente a las 94.000 estimadas en 1990. [21]
- Interacción farmacológica
- Medicalización
- Polimedicación
- Primum non nocere
- Reacción adversa a medicamento (RAM)